# Demons (canção de Doja Cat)
"Demons" é uma canção gravada pela rapper e artista musical estadunidense Doja Cat, presente em seu futuro quarto álbum de estúdio Scarlet (2023). A faixa foi lançada em 1 de setembro de 2023, pela Kemosabe e RCA Records, como o segundo single promocional de divulgação do álbum. A canção é produzida pelo produtor musical compatriota D.A. Got That Dope.

## Antecedentes e promoção
Doja Cat publicou pela primeira vez um tema inspirado em demônios no início de março de 2023, quando mudou sua foto de perfil no aplicativo de compartilhamento de vídeos TikTok para um foto de um demônio e postou cenas de uma sessão de fotos que a mostravam vestida de demônio. Um conjunto de fotos manchadas de sangue que ela compartilhou no Instagram em 12 de julho foi descrito como "demoníaco" e "assustador" pelos internautas. O título "Demons" foi revelado pela primeira vez como parte da lista de faixas do álbum Scarlet junto com um pequeno trecho em abril de 2023.
Em 27 de agosto de 2023, Doja compartilhou uma imagem do próximo vídeo musical que a mostra sentada em uma banheira cheia de um líquido preto espesso e um demônio de unhas afiadas segurando sua cabeça enquanto a possui. Ela anunciou o single em suas redes sociais em 28 de agosto de 2023. Na capa da música, a rapper é vista de cabeça para baixo no teto de uma sala vestida de preto com um sorriso "demoníaco", com as palavras "Demons" escrita no carpete. A estética da capa se assemelha com a estética das creppypastas “Backrooms”. Após o lançamento de seu single anterior, "Paint the Town Red", e suas imagens "relacionadas à morte", "Demons" é vista como uma continuação do referido tema visual.

## Recepção crítica
"Demons" foi bem recebido pela crítica especializada. Robin Murray, do Clash, descreveu a canção como um "inferno americano de vários gêneros", com a faixa sendo "instantaneamente contagiante, com suas rimas cortantes sendo mais profundas do que a maioria". RGM elogiou a faixa, compartilhando que Doja Cat "cospe barras como se estivesse na lista do TDE". "Demons" foi apontado pelos críticos como uma mudança forte no som de Doja Cat. Thania Garcia e McKinley Franklin da Variety comentaram que em "Demons" mostra Doja "trocando seu som pop pelo qual os fãs se apaixonaram em "Say So", por uma aura mais centrada no rap". Jon Stickler, do Stereoboard, comentou que "a música inspirada no trap trata de batidas fortes e sintetizadores em camadas que fornecem uma base para as letras que abordam as críticas recentes sobre sua vida pessoal". Sal Cinquemani, do Slant Magazine, comentou que "as batidas distorcidas e amostra de cordas em loop ameaçador, cumprindo ainda mais a promessa de Doja Cat de que seu último álbum evitará o pop em favor de um som hip hop mais pesado".
"Demons" também atraiu comparações com o trabalho de muitos outros artistas. Shaad D'Souza, do Pitchfork, comparou a batida a uma versão "pop-ificada" dos trabalhos de Tyler, the Creator, por volta de Goblin (2011). Tom Breihan, do Stereogum, comparou a música aos trabalhos de Baby Keem, afirmando que a produção da faixa "amostra um grito estridente de cordas, transformando-o em algo agitado e quebradiço, enquanto Doja Cat faz um rap estridente, adicionalmente comparou Doja Cat em "Demons", afirmando que "às vezes, ela soa como Nicki Minaj, depois canaliza Kendrick Lamar, e até assume a personalidade de uma professora irada".

## Vídeo musical
Depois de estrear no Cinespia em Los Angeles em 27 de agosto de 2023, o trailer do vídeo musical foi posteriormente carregado no site oficial de Doja Cat, revelando que seria dirigido por Christian Breslauer e co-estrelado pela atriz estadunidense Christina Ricci.
D'Souza descreveu o vídeo como "um filme de terror em miniatura que é mais assustador e divertido do que qualquer coisa que a Blumhouse Productions lançou no ano passado". Ele ainda elogiou Doja por manter viva a "arte do vídeo musical icônico", chamando-a de "uma das poucas praticantes restantes da forma". Charisma Madarang, da Rolling Stone, descreveu o vídeo musical como "uma impressionante flexibilidade macabra", notando suas homenagens aos filmes clássicos como Poltergeist (1982) e The Shining (1980).